# Бискупская горка

Бискупская горка района Средместье

Бискупская горка (пол. Biskupia Górka, нем. Stolzenberg, иногда Bischofshügel) — часть города Гданьск в Польше. На этом месте находится холм с жилым массивом.

## История
Исторически Бискупская горка имела важное стратегическое значение, так как этот холм находится недалеко от главного города.
В средние века на Бискупской Гурке существовало поселение «Гурка», позже известное как «Стара Гурка», по крайней мере с 1277 г. (по мнению некоторых авторов, ранее, с 1124 г.), которое было собственностью куявских епископов. До второго раздела Польши районом владели влоцлавские епископы.
В конце XVIII века, когда город входил в состав Прусского королевства, укрепления Бискупской Гурки потеряли своё военное значение. Около 1780 года в Остророгском бастионе была построена астрономическая обсерватория Натаниэля Матеуша Вольфа, позже использованное «Обществом природы в Гданьске».
Во время Второй мировой войны Германия создала и эксплуатировала в этом районе филиал лагеря для военнопленных Шталаг XX-B , в котором по состоянию на 31 декабря 1940 года содержалось около 1200 военнопленных.

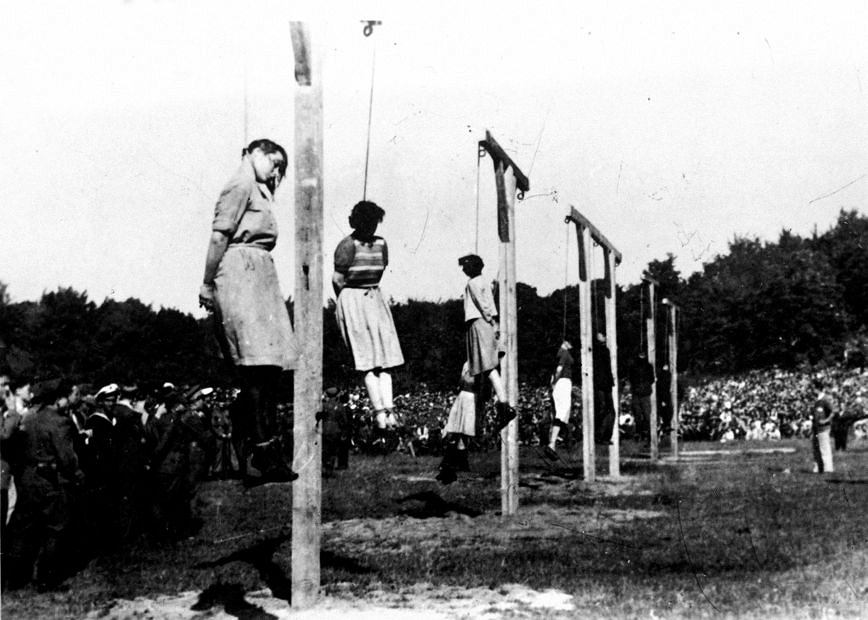
Казнь надзирателей концентрационного лагеря Штуттхоф 4 июля 1946 года (Баркман, Парадиз, Беккер, Клафф, Штайнхофф) (слева направо)

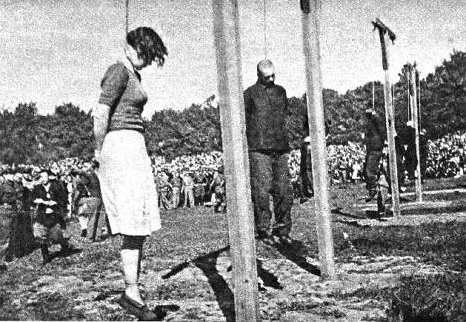
Казнь Штейнхоффа, Паулс, 3 капо 4 июля 1946 года

4 июля 1946 года одиннадцать охранников концентрационного лагеря Штуттгоф были публично повешены за «садистское издевательство над заключенными». Среди повешенных были пять женщин: Герда Стейнхофф, Ванда Клафф, Дженни-Ванда Баркман, Ева Паради и Элизабет Беккер, все они были осуждены в ходе первого судебного процесса по делу Штутгоффа в Гданьске с 25 апреля по 31 мая 1946 года.